# 천일의 앤 불린

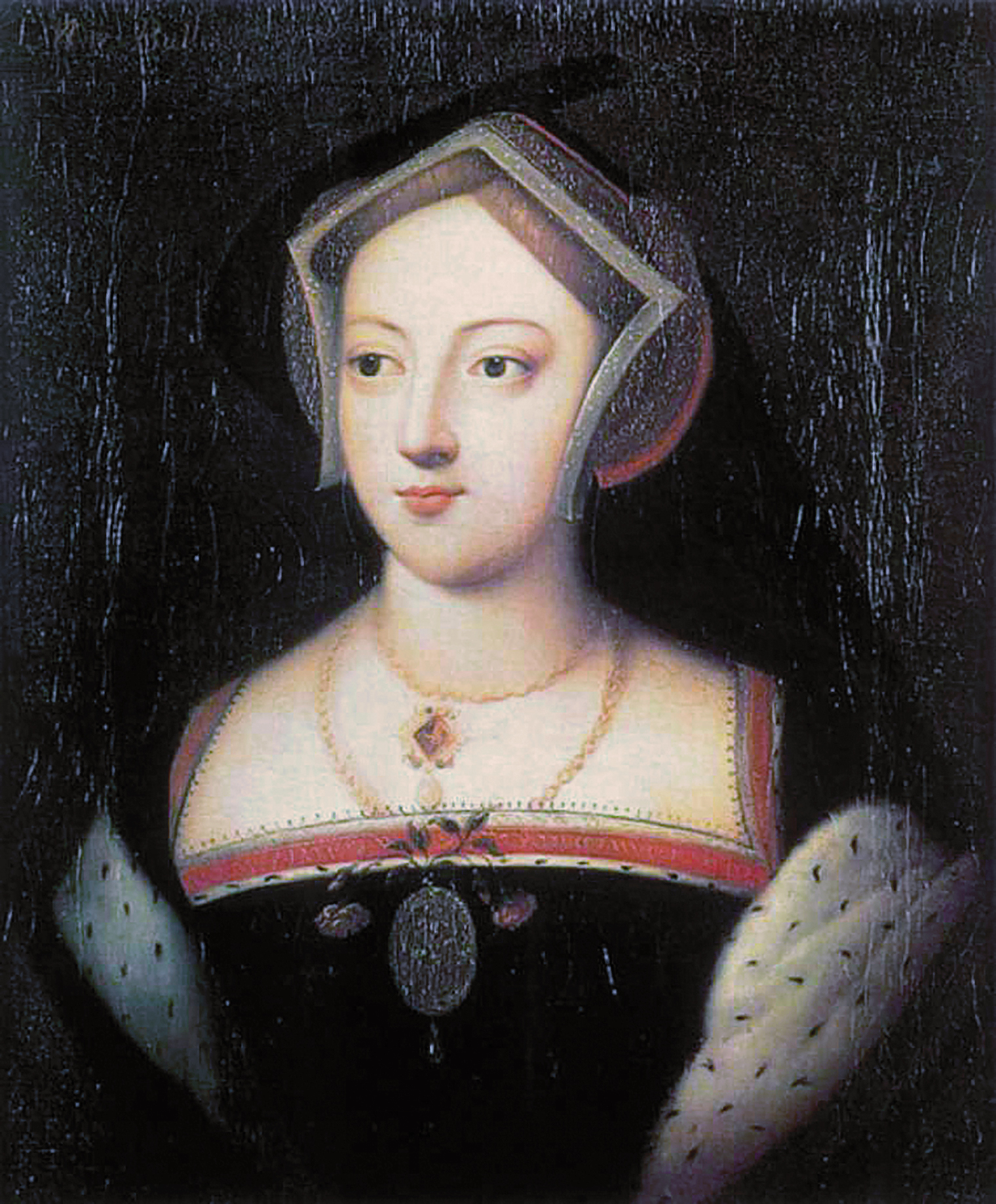

《천일의 앤 불린》(영어: The Other Boleyn Girl)은 필리파 그레고리의 2002년 소설이다.